# Fűzvölgy
Fűzvölgy è un comune dell'Ungheria di 143 abitanti (dati 2001). È situato nella contea di Zala.